# Kaliakra Glacier
Kaliakra Glacier är en glaciär i Antarktis. Den ligger i Sydshetlandsöarna. Argentina, Chile och Storbritannien gör anspråk på området. Kaliakra Glacier ligger 259 meter över havet.
Terrängen runt Kaliakra Glacier är huvudsakligen kuperad, men söderut är den bergig. Havet är nära Kaliakra Glacier österut. Trakten är glest befolkad. Närmaste befolkade plats är St. Kliment Ohridski Base, 11,6 kilometer sydväst om Kaliakra Glacier. 